# Unlikely
Unlikely é o segundo álbum da banda de rock brasileira Far From Alaska, lançado em 4 de agosto de 2017. Foi gravado nos Estados Unidos, produzido por Sylvia Massy e viabilizado por uma campanha de financiamento coletivo. É o último álbum da banda com o baixista Edu Filgueira, que deixou o grupo em janeiro de 2018.
A banda vê o álbum como um trabalho mais despretensioso e livre que o anterior, modeHuman, e considera que ele representa melhor o que o grupo é. Eles tinham como intenção criar canções mais fáceis de serem acompanhadas pelos fãs em shows e que pudessem ser reproduzidas facilmente com um violão em uma roda, por exemplo. No estúdio, os integrantes realizaram, por incentivo de Sylvia, diversas experimentações, como gravar os sintetizadores com os cabos passando por alimentos condutores de energia elétrica.
Como modeHuman, Unlikey recebeu críticas positivas na imprensa.

## Antecedentes e divulgação
À procura de um produtor para seu segundo disco, a banda acabou chegando à experiente Sylvia Massy (que já trabalhou com Red Hot Chili Peppers, Johnny Cash, Tool, Foo Fighters, Björk, Prince e System of a Down) por meio de um amigo em comum dela com o empresário da banda, Thiago Endrigo. Perguntada sobre a importância de ter uma produtora mulher, a tecladista e vocalista Cris Botarelli disse:
| “ | O lance da representatividade é muito importante! Desde a adolescência eu admiro o trabalho dos produtores musicais. Sempre foi uma coisa que gostaria de fazer, mas nunca tive um modelo feminino pra me espelhar, por exemplo. Isso é provavelmente bem comum em várias outras meninas que, como eu, eram adolescentes nos anos 2000. Hoje é mais fácil o acesso, com tantos fóruns e comunidades na internet, etc. Por essas e outras é que foi muito importante pra gente a escolha da Sylvia. Além disso, vem, por óbvio, o fato de que ela é absolutamente incrível no que faz. | ” |

Ainda em janeiro, viajaram, então, para os Estados Unidos para gravar o trabalho, mais precisamente para a cidade de Ashland no estado de Oregon. O quinteto já chegou no país com as músicas pré-prontas, sendo "Coruja" a única composta no local, durante uma semana em que Sylvia ainda estava fora de Ashland. Em fevereiro, revelaram o título e anunciaram uma campanha de financiamento coletivo no Kickante para viabilizá-lo. A ideia de financiar o disco coletivamente era fazer com que os fãs se sentissem como parte do processo de criação do álbum. A campanha arrecadou um total de 68,7 mil reais.
Em maio, convidaram algumas pessoas para uma audição do álbum, mas em vez de simplesmente colocá-lo para tocar, preferiram apresentá-lo ao vivo. Em 6 de agosto, apenas dois dias depois do lançamento do disco, o grupo se apresentou em Brasília e se surpreendeu com o fato do público já ter assimilado as letras a ponto de cantar junto. A vocalista Emmily Barreto até tatuou o dia, tamanho o impacto que tal experiência teve para ela.

## Composição, gravação e conceitos
Unlikely foi produzido e gravado em cerca de 20 dias em Ashland, onde a banda alugou uma casa da qual podiam chegar ao estúdio The Foundation Soundstage a pé.
A banda se disse satisfeita com o resultado porque finalmente atingiu um som "que é a nossa cara tanto como banda quanto como indivíduos que gostam de coisas bem diferentes. (...) Em relação ao disco anterior, acho que (...) está bem menos sério, menos tímido. Quando é pra ser pesado é muito pesado, quando é música de cantar junto, é música de cantar junto de olho fechado, sabe? Quando é dançante, é tipo balada, e é isso aí."
Cris também disse, comparando a composição de Unlikely com a do disco anterior, modeHuman, que "dessa vez a gente se preocupou um pouco mais em compor mais canções, sabe? Essa coisa de conseguir tocar a música no violão no meio do luau e ser legal também? A gente não tinha tanto isso no primeiro, era mais riffão, grito e taca-lhe pau! Continua com tudo isso, mas as melodias estão mais legais, acho."
Em outra entrevista, Cris disse que considera modeHuman "não era muito bom de se cantar junto porque as melodias eram muito complexas. Às vezes, era difícil de acompanhar". Já Emmily considera que pôde se testar mais como cantora no trabalho, que tem mais espaço para a voz.
Ainda em outra ocasião, Cris explicou que "começaram a encarar a gente como uma banda de stoner rock. Isso nos incomodou, não sustentamos essa imagem de jaqueta de couro e óculos escuros. Quando fomos fazer o disco, queríamos que as pessoas entendessem quem somos". Em outra entrevista, disse acreditar que "a gente agora está mais relaxado como banda e como pessoa também, todo mundo mais seguro do que cada um faz na banda e a gente pôde brincar um pouco mais com isso."
O baterista Lauro Kirsch, por sua vez, compara os dois álbuns da seguinte maneira: "O primeiro disco foi meio: 'Tá, estamos nos conhecendo, vamos ver o que sai.' E só jogou. Nesse segundo queríamos fazer uma coisa mais pensada."
Uma das características de Sylvia que a banda apreciava era a disposição para experimentar coisas diferentes em estúdio. Por exemplo, Cris gravou algumas de suas partes nos teclados com os cabos de energia do instrumento e do amplificador fincados em alimentos que conduzem energia elétrica, como salsichas, limões e picles, o que modificava levemente o som do instrumento sem comprometer seu funcionamento. Fizeram o mesmo com uma lâmpada e uma furadeira. Lauro, por sua vez, gravou linhas de bateria com um microfone apontado para seu próprio pênis, o que, segundo ele, fez com que uma frequência diferente dos componentes do instrumento fossem captadas.
Sobre os elementos eletrônicos, a tecladista disse que eles refletem aquilo que a estava deixando instigada na época (nomeadamente, Anti, de Rihanna; e The Life of Pablo, de Kanye West).

### Título do álbum e das faixas
O nome do álbum, que significa "improvável" em inglês, refere-se à improbabilidade de uma banda de rock de Natal ter conquistado sucesso internacional. Conforme explica Cris:
| “ | Tem a ver com a nossa história. O fato de tocar rock no Brasil, no Nordeste, em Natal. O fato de não gostarmos das mesmas músicas, mas mesmo assim conseguirmos nos entender na hora de compor. Por outro lado, o disco em si é tudo o que inclui na campanha dele, que vamos começar e que vai ter seus motivos para ser "unlikely". | ” |

Já sobre as faixas, que levam quase todas o nome de algum animal, o guitarrista Rafael Brasil explicou que, como a banda compõe as canções antes de escrever as letras, cada faixa acaba ganhando um apelido. O grupo começou a brincar de tentar determinar animais com que as músicas se parecessem e isso acabou virando a lista de nomes oficiais das canções. Originalmente, os nomes eram em português, mas quando viram que os estrangeiros tinha dificuldade de identificar as palavras, traduziram tudo para o inglês, exceto por "Coruja".

### Capa
A capa do disco mostra os pés de Cris vestindo um par de pantufas que imitam patas de um animal e um par de meias de torradinhas com geleia diante de uma torrada com geleia no chão da cozinha do Airbnb que a banda alugou para ficar em Ashland. Segundo Emmily, a imagem dialoga diretamente com a aparente falta de lógica do disco.

### Letras e informações das faixas
Comparando as letras de Unlikely com modeHuman, os integrantes acreditam que o álbum de estreia lidava com coisas reais, enquanto que o sucessor trata de temas que eles "acham legais de falar" em letras criadas de forma intuitiva. Para o baixista Eduardo Figueira, "as letras, assim como o som, também são 'unlikely' (...) Não tem uma conexão total entre elas. Cada uma tem uma vibe. Usamos algumas palavras no embromation pra compor, aí vamos completando e sai".
A abertura "Cobra" foi lançada como single em 23 de junho e mais tarde recebeu um vídeo. Sobre a escolha da canção e o vídeo, Cris declarou que "a gente acha ela muito 'pé na porta', tipo 'estamos aqui, lembra da gente?'. A gente quis que fosse diferente dos outros, que fosse no chroma key, meio tosco, porque o disco está com uma vibe um pouco mais despretensiosa que o primeiro". O clipe foi dirigido por Cléver Cardoso, que já havia dirigido os vídeos de "Dino vs. Dino" e "About Knifes", do disco anterior. Segundo ele, a intenção original era gravar em algum lugar aberto e inabitável, mas como não havia tempo, fizeram um trabalho em estúdio com imagens projetadas em chroma key.
A faixa "Pig" originalmente iria se chamar "Galinha" e tem como objetivo expressar o clima de uma fazenda perto de uma praia.
"Monkey" também recebeu um vídeo, no qual todos os membros (incluindo Edu, que deixou o grupo antes do lançamento do vídeo em 2018) estão alinhados na neve sem roupas apropriadas numa tela que simula uma tela de seleção de personagens. Enquanto isso, Emily, Cris e outras artistas como Carol Navarro (Supercombo) e Carol Caspary visitam um fliperama e escolhem os personagens. Cris comentou:
| “ | Quando surgiu a ideia de fazer um clipe de competição na neve pensamos logo em 'Monkey' como trilha. A gente é de Natal, uma cidade onde quando a temperatura está em 22 graus a população inteira já está de casaco, incluindo a gente. Não suportamos frio. Todo mundo sabe disso e a mensagem é exatamente essa, sobre conseguir permanecer. Os natalenses são resilientes quando o assunto é resistir fazendo arte. Tem que ser, não tem outro jeito. As pessoas de lá fazem arte puramente por amor, quase sempre sem retorno financeiro que justifique o esforço, mas continuam fazendo, continuam resistindo e nós temos orgulho da banda ter nascido nesse contexto e temos orgulho dessa gana potiguar ser tão forte em todos da banda. | ” |

Já "Rhino", que fala sobre a dificuldade para criar a própria canção, cita o verso "I will always love you", da canção de mesmo nome que estourou na voz de Whitney Houston. Em shows de divulgação do álbum, o hit é tocado nos alto-falantes como introdução, seguido pela faixa.

## Faixas
Todas as faixas escritas e compostas por Emmily Barreto, Cris Botarelli, Rafael Brasil, Edu Figueira e Lauro Kirsch. 
| N.º            | Título         | Duração |  |
| 1.             | "Cobra"        | 2:57    |  |
| 2.             | "Bear"         | 3:18    |  |
| 3.             | "Flamingo"     | 3:55    |  |
| 4.             | "Pig"          | 3:49    |  |
| 5.             | "Elephant"     | 4:18    |  |
| 6.             | "Monkey"       | 3:42    |  |
| 7.             | "Pelican"      | 3:50    |  |
| 8.             | "Pizza"        | 2:28    |  |
| 9.             | "Armadillo"    | 3:34    |  |
| 10.            | "Rhino"        | 3:38    |  |
| 11.            | "Slug"         | 5:15    |  |
| 12.            | "Coruja"       | 4:33    |  |
| Duração total: | Duração total: | 45:17   |  |

## Recepção da crítica
| Críticas profissionais        | Críticas profissionais |
| Avaliações da crítica         | Avaliações da crítica  |
| Fonte                         | Avaliação              |
| ----------------------------- | ---------------------- |
| Omelete                       | [ 21 ]                 |
| Mauro Ferreira                | [ 12 ]                 |
| Mokeybuzz                     | [ 22 ]                 |
| Miojo Indie                   | 8 de 10 estrelas.      |
| Headbanger Mind               | [ 24 ]                 |
| Tenho Mais Discos que Amigos! | favorável              |

Escrevendo para o site Omelete, Jacídio Junior disse que "a estrutura mostrada em todas as faixas - sonoridade crescente, com punch, guitarras pesadas e pitadas sintéticas - conduz o disco para um resultado encorpado e entrega uma experiência auditiva estimulante, que mantém o ouvinte atento o tempo todo". Ele apontou elementos de Alanis Morissette, música pop, música eletrônica e "That Was Just Your Life" do Metallica em "Elephant", "Pig", "Pizza" e "Slug" respectivamente. Concluiu sua análise dizendo que Unlikely "deixa em evidência que o grupo está trilhando por um caminho bem definido, com sons característicos, ganhando muito mais com a atenção aos detalhes e, principalmente, entendendo como trabalhar momentos diversos dentro de uma mesma música e de um projeto (algo que poucos grupos sabem e conseguem fazer). Unlikely é um álbum que coloca em 1º plano a vontade e o punch da banda e equilibra essa visceralidade com cuidado técnico e atenção".
Em artigo não crítico para a Rolling Stone Brasil, Lucas Brêda considerou que a banda reteve o seu peso em Unlikely por meio de "riffs incendiários, baterias cheias e vocais gritados", mas que o álbum é "mais relaxado e, consequentemente, criativo" do que modeHuman, que "soava sério e sisudo".
Para Mauro Ferreira, do G1, "a rigor, Unlikely soa mais como consequência natural de modeHuman. Embora possa ser caracterizado dentro do genérico rótulo de rock pesado, o disco apresenta nuances ao longo das 12 músicas. (...) o álbum gira com unidade em torno do universo do hard rock eletrônico". Concluiu dizendo que "dentro da escuridão sonora de Unlikely, Far From Alaska encontra a luz que guiará o quinteto por caminhos cada vez mais distantes do Brasil".
Para Lucas Cassoli, do site Monkeybuzz, "sonoramente, temos um Far From Alaska que soube evidenciar as melhores qualidades de seus arranjos e trabalhar em conjunto com Sylvia Massy (...) para produzir o melhor e mais claro som possível. As faixas também permanecem naquele meio termo entre o Rock e o Pop e (...) aproximam ainda mais as diferenças entre esses dois gêneros". Disse também que o álbum "marca o surgimento de um Far From Alaska mais maduro e que respeita as tradições que seu disco de estreia colocaram. Há uma dose precisa de inventividade e um investimento pesado em produção, responsável por tirar o melhor de cada instrumento".
Cleber Facchi, em seu site Miojo Indie, disse que o disco "carrega nas guitarras e vozes berradas uma série de elementos que dialogam com as mais variadas faixas de público" e que ele "mostra o cuidado do quinteto na montagem de cada fragmento de voz, arranjo ou mínimo entalhe percussivo".
Tony Aiex, editor do Tenho Mais Discos que Amigos!, disse que "Unlikely parte do ponto onde o disco de estreia da banda ficou, com grandes riffs de guitarra e músicas bem estruturadas, e insere novas camadas de elementos que resultaram em um dos melhores discos de rock nacional desse e dos últimos dez anos". Ele elogiou ainda as atuações individuais de cada membro e concluiu sua análise dizendo que a banda "superou as dificuldades naturais de um segundo disco, aproveitou a experiência que teve em estúdio com uma produtora das mais competentes e elevou o nível da sonoridade que apresentou na estreia.
Foi eleito o 12º melhor disco brasileiro de 2017 pela revista Rolling Stone Brasil.

## Créditos
- Emmily Barreto - vocal
- Cris Botarelli - sintetizador, lap steel e vocal
- Rafael Brasil - guitarra
- Edu Filgueira - baixo
- Lauro Kirsch - bateria

"Alright" vocal em Pizza por Sylvia Massy.

### Pessoal técnico
- Produzido e mixado por: Sylvia Massy
- Gravado por: Ivan Handwerk no The Foundation Soundstage (Ashland Oregon, EUA)
- Masterizado por: Joe LaPorta no estúdio Sterling Sound Studios (Nova Iorque)
- Direção de arte e Conceito visual por: Rafael Brasil e Far From Alaska
- Design Gráfico e Embalagem por: Juarez Tanure
- Ilustrações e arte por: Filipe Anjo
- Fotos por: Murilo Amâncio
- Foto de capa por: Murilo Amâncio
- A&R: Thiago Endrigo (Teja)
- A&R Assistente: Priscila Carvalho